# Меморіал Пентагону
Меморіал Пентагону (англ. Pentagon Memorial) — меморіал, розташований на північний захід від Пентагону, округ Арлінгтон, Вірджинія. Присвячений 184 чоловікам і жінкам, які загинули під час терактів 11 вересня, коли літак компанії American Airlines врізався в будівлю Пентагону.
Меморіал, дизайн якого розроблений Джулією Бекман і Кейт Кесмен, спільно з інженерами компанії Buro Happold, був відкритий 11 вересня 2008 року.

## Тимчасові меморіали
Після подій 9/11 імпровізований меморіал був установлений на пагорбі з видом на Пентагон. Люди приходили до нього, щоб віддати данину пам'яті загиблим. Через місяць після нападу 25 тисяч людей взяли участь у поминальній службі в Пентагоні для співробітників і членів їх сімей; з промовою виступили президент США Джордж Буш і міністр оборони Дональд Рамсфелд. Буш зазначив, що «рани цієї будівлі не будуть забуті, але вона буде відремонтована. Цеглина за цеглиною, ми швидко відновимо Пентагон». Американський прапор на час церемонії було приспущено.

### Меморіал «Героям Америки»

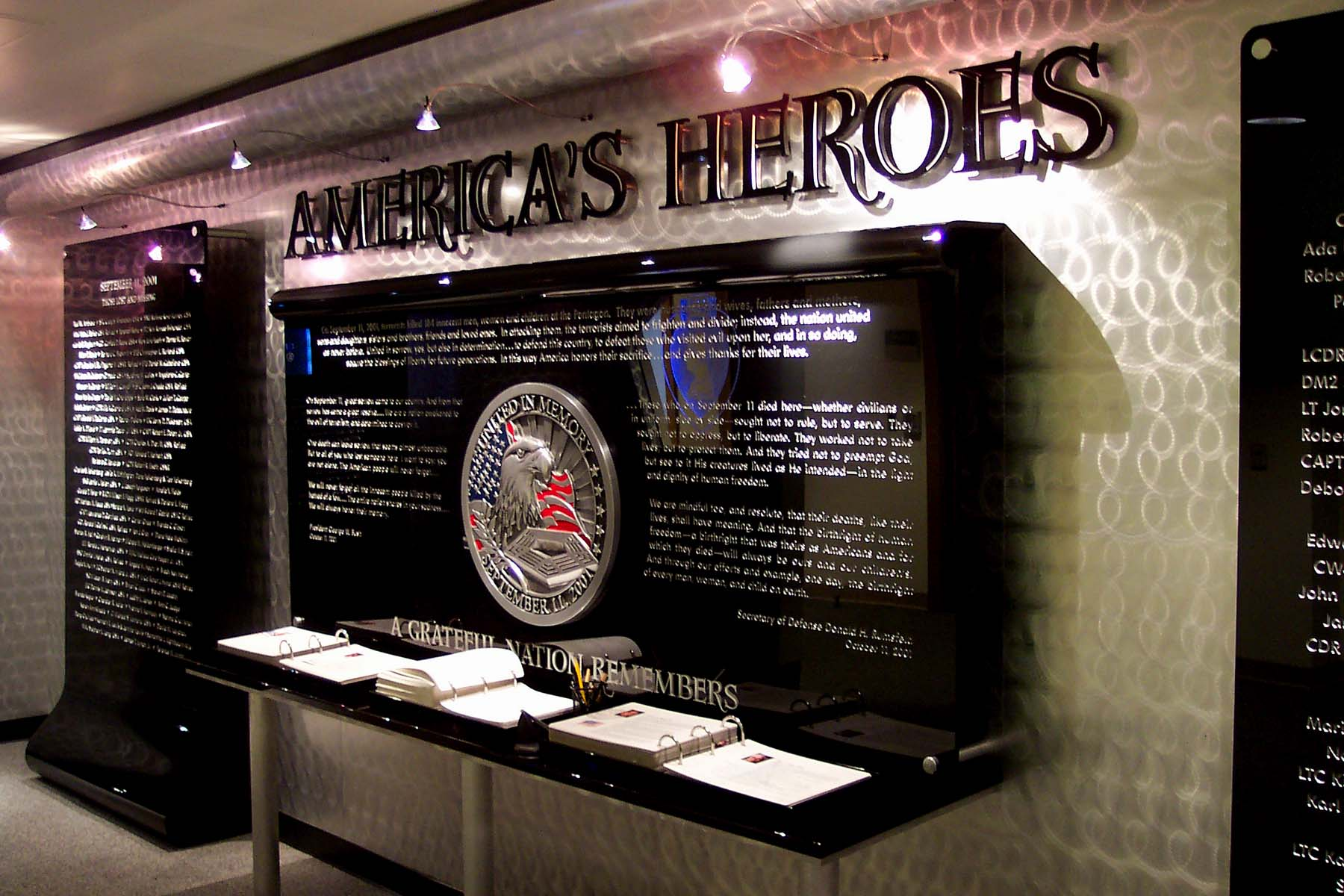
Меморіал «Героям Америки»

Відкритий у вересні 2002 року, після завершення ремонту будівлі, новий меморіал «Героям Америки» і каплиця розташувався в тому місці, куди врізався рейс 77 American Airlines.
Меморіал складається з п'яти акрилових панелей: на одній зображена медаль Пурпурне серце з іменами нагороджених військовослужбовців, які загинули під час атаки, на другий панелі нагороджені цивільні особи, на двох панелях вигравірувані імена загиблих, а на центральній — данина звітності. У невеликій каплиці, розташованій в сусідній кімнаті, є вітражі на патріотичну тематику. Також він включає в себе книги з фотографіями і короткою біографією жертв.

## Проектування та будівництво
«Меморіал Пентагону» був побудований за проектом Бекман і Кесмен з Філадельфії, Пенсільванія, за участю компанії Buro Happold. На честь 184 жертв, на площі в 7800 квадратних метрів, було встановлено 184 освітлених лавки з іменами жертв. Вони розташовані відповідно до віку жертв, починаючи з Дани Фалькенберг (якій було 3 роки) і закінчуючи Джоном Янмікі (71 рік). Лавки з іменами жертв, які перебували всередині будівлі, розташовані так, як перебували загиблі на момент зіткнення літака з Пентагоном; лавки з іменами пасажирів розташовані згідно займаним ними місцями.
Будівництво меморіалу розпочалося 15 червня 2006 року. До листопада 2006 року було вирито котлован для басейну, а до травня 2007 року була побудована по основному периметру стіна й залиті бетонні палі лавок.

## Відкриття
Меморіал був відкритий 11 вересня 2008 року в 19 годин у супроводі морського хору й оркестру ВМС США. Президент Джордж Буш назвав меморіал «даниною вічної пам'яті 184 душ». Більше 20000 чоловік було присутні на церемонії відкриття пам'ятника, в тому числі колишній міністр оборони США Дональд Рамсфелд, голова об'єднаного комітету начальників штабів Майкл Маллен і діючий (на той момент) міністр оборони США Роберт Гейтс.